# Janina Kłopocka

Rodło

Janina Kłopocka (ur. 18 sierpnia 1904 w Koźminie, zm. 2 lutego 1982 w Warszawie) – polska artystka plastyk, działaczka Związku Polaków w Niemczech oraz Zadrugi; była m.in. autorką Rodła – znaku graficznego tej pierwszej organizacji.

## Życiorys

### Okres przedwojenny
Była córką Jana i Marii z Niedźwiedzińskich. W 1908 r. jej rodzice w celach zarobkowych przenieśli się do Berlina. W 1914 r. Janina wstąpiła do Towarzystwa Gimnastycznego „Sokół” w Berlinie. Po śmierci ojca, jako czternastolatka, przyjechała na Górny Śląsk, by w rodzinie matki spędzić wakacje. W 1921 r. ukończyła w Berlinie liceum. Po ukończeniu szkoły handlowej postanowiła zostać artystką. Dzięki stypendium dla wybitnie uzdolnionych podjęła studia rysunku w berlińskiej Szkole Sztuk Plastycznych, którą ukończyła w 1925 r. W latach 1929–1932 studiowała grafikę u prof. Władysława Skoczylasa i rysunek u prof. M. Kotarbińskiego na Akademii Sztuk Pięknych w Warszawie. Na tej uczelni uczyła się także innych technik artystycznych – malarstwa ściennego, ceramiki oraz mozaiki. Wówczas również zaczęła poznawać ziemie Polski, m.in. Warszawę, Kraków i Zakopane. W Niemczech związała się ze Związkiem Polaków w Niemczech, gdzie objęła stanowisko grafika prasowego w berlińskiej centrali Związku. Była m.in. autorką Rodła – znaku graficznego tej organizacji oraz portretu Matki Boskiej Patronki Polaków w Niemczech. Wykonywała także ilustracje do publikacji i czasopism wydawanych przez związek. Swoje prace wystawiała m.in. w Zachęcie, Instytucie Propagandy Sztuki, Łodzi i Częstochowie.

### II wojna światowa
Krótko przed wybuchem II wojny światowej, zagrożona niechybnym aresztowaniem i wywózką do obozu koncentracyjnego w Dachau, opuściła Berlin i wróciła do Warszawy. W czasie wojny, pracując w niewielkiej firmie handlowej, pod pseudonimem "Lubomira" działała jednocześnie w konspiracji jako ofiarna łączniczka. W lipcu 1944 r., zagrożona aresztowaniem przez Gestapo, uciekła do Częstochowy.

### Okres powojenny
Po wyzwoleniu w marcu 1945 r. została kierownikiem referatu Kultury i Sztuki Starostwa w Oleśnie na Górnym Śląsku, gdzie zabezpieczała i inwentaryzowała dzieła sztuki ocalałe z działań wojennych. W marcu 1948 r. przeniosła się do Warszawy, gdzie podjęła pracę jako grafik w Ministerstwie Przemysłu. 3 września 1949 r. została aresztowana przez UB za działalność w przedwojennej nacjonalistycznej grupie Zadruga i osadzona w więzieniu. Sądzona była w lipcu 1952 r. wraz z Janem Stachniukiem (założycielem i duchowym przewodnikiem Zadrugi) oraz Bogusławem Stępińskim i Teodorem Jakubowskim.
Z więzienia została zwolniona w ciężkim stanie zdrowia w grudniu 1953 r. Ważyła wówczas niespełna 40 kg, miała poważne problemy ze wzrokiem, rozwiniętą gruźlicę płuc i reumatyzm tak zaawansowany, że nie potrafiła utrzymać w dłoni ołówka ani samodzielnie się uczesać. Dzięki pomocy kolegów spod znaku Rodła wyjechała do Henrykowa na Dolnym Śląsku, gdzie osiadła w domu opieki prowadzonym przez zakonnice.
W 1958 r. została zrehabilitowana przez Sąd Najwyższy. Dopiero wówczas otrzymała rentę inwalidzką i niewielkie stypendium dla twórców. Nie miała już jednak zbyt wielu sił by tworzyć. Zmarła 2 lutego 1982 r. w Warszawie, lecz zgodnie z jej ostatnim życzeniem została pochowana w Oleśnie. Trumnę zmarłej okrył sztandar ze znakiem Rodła.

## Twórczość
W latach 30. wykonała dla pisma „Młody Polak w Niemczech” wiele prac artystycznych poświęconych polskiej kulturze. Ich tematem był folklor Śląska oraz legendy polskie. Najbardziej znane prace artystki to znak symbolizujący kontur rzeki Wisła Rodło – stanowiący logotyp Związku Polaków w Niemczech oraz monumentalne dzieło zawierające 16 obrazów pt. „Polski Rok Obrzędowy” namalowany w Domu Polskim w Zakrzewie k. Złotowa. Cykl zawierał serię scen przedstawiających szereg tradycyjnych polskich zwyczajów i obrzędów jak np. „Dożynki”, „Święcenie bydła na wiosnę”, „Gwiazdka”, „Kolędnicy”, „Gaik”, „Puszczanie wianków”. Dzieło to zamalowane podczas okupacji przez hitlerowców odsłonięte zostało przez konserwatorów dopiero w 1972 r. w 50-lecie istnienia Związku Polaków w Niemczech. W trakcie powstania warszawskiego wszystkie jej przedwojenne prace uległy zniszczeniu. Z lat po wojnie i uwięzieniu pozostało po artystce kilkanaście ilustracji do książek i Mazurków Chopina oraz pewna ilość projektów pocztówek świątecznych i okolicznościowych.

## Upamiętnienie
W Warszawie na ścianie domu przy ul. Rutkowskiego 12 (obecnie Chmielna 12), w którym artystka mieszkała od 1957 r. aż do śmierci, znajduje się poświęcona jej pamiątkowa tablica.